# Julija Antonovna Putyinceva
Julija Antonovna Putyinceva (oroszul: Юлия Антоновна Путинцева; Moszkva, 1995. január 7. –) orosz születésű, Kazahsztán színeiben játszó hivatásos teniszezőnő.
2009 óta profi teniszjátékos. 2009−2012 között Oroszország, 2012-től Kazahsztán színeiben versenyez.
Juniorként 2010-ben bejutott a wimbledoni lány egyéni verseny elődöntőjébe, ott azonban a későbbi győztes cseh Kristýna Plíškovától vereséget szenvedett. Ugyanebben az évben a US Openen a junior lányok között a döntőbe jutott, ahol Daria Gavrilova ütötte el a győzelemtől.
Grand Slam-tornán 2013-ban került először főtáblára, az Australian Openen a 2. körig jutott. Legjobb eredménye a Grand Slam-tornákon egyéniben a 2016-os és a 2018-as Roland Garroson, valamint a 2020-as US Openen elért negyeddöntő. Párosban a US Openen a 3. körig jutott. Egyéniben három WTA- és hat ITF-tornagyőzelemmel rendelkezik.
Junior korszakában a legjobb helyezése a kombinált ranglistán a 3. hely volt 2012-ben. A felnőttek között legjobb világranglista-helyezése egyéniben a 20. hely, amelyet 2025. január 27-én ért el, párosban az 57. hely, amelyre 2025. június 30-án került.
2010-ben Oroszországot képviselte az ifjúsági olimpiai játékokon. 2014 óta a kazak Fed-kupa-csapat tagja.

## WTA döntői

### Egyéni

#### Győzelmei (3)
| Összesítés            |                               |
| Grand Slam-torna (0)  |                               |
| Premier Mandatory (0) | WTA 1000 (mandatory)* (0)     |
| Premier Five (0)      | WTA 1000 (non-mandatory)* (0) |
| Premier (0)           | WTA 500* (0)                  |
| International (1)     | WTA 250* (2)                  |

*2021-től megváltozott a tornák kategóriáinak elnevezése.
| Borításonként |
| ------------- |
| Kemény (1–3)  |
| Salak (1–0)   |
| Fű (1–0)      |
| Szőnyeg (0–0) |

| No. | Dátum            | Torna                                              | Borítás | Ellenfél           | Eredmény      | Megj. |
| --- | ---------------- | -------------------------------------------------- | ------- | ------------------ | ------------- | ----- |
| 1.  | 2019. május 25.  | Nürnberger Versicherungscup, Nürnberg, Németország | Salak   | Tamara Zidanšek    | 4–6, 6–4, 6–2 |       |
| 2.  | 2021. július 18. | Hungarian Grand Prix, Budapest                     | Salak   | Anhelina Kalinyina | 6–4, 6–0      |       |
| 3.  | 2024. június 23. | Birmingham Classic, Birmingham, Egyesült Királyság | Fú      | Ajla Tomljanović   | 6–1, 7–6(8)   |       |

#### Elveszített döntői (3)
| No. | Dátum                | Torna                                                    | Borítás    | Ellenfél            | Eredmény         | Megj. |
| --- | -------------------- | -------------------------------------------------------- | ---------- | ------------------- | ---------------- | ----- |
| 1.  | 2017. február 5.     | St. Petersburg Ladies Trophy, Szentpétervár, Oroszország | Kemény (f) | Kristina Mladenovic | 2–6, 7–6(3), 4–6 |       |
| 2.  | 2018. szeptember 23. | Guangzhou Open, Kanton, Kína                             | Kemény     | Vang Csiang         | 1–6, 2–6         |       |
| 3.  | 2021. október 2.     | Astana Open, Nur-Szultan, Kazahsztán                     | Kemény (f) | Alison Van Uytvanck | 6–1, 4–6, 3–6    |       |

### Páros

#### Elveszített döntői (2)
| No. | Dátum                | Torna                       | Borítás | Ellenfél         | Eredmény                            |                  |
| --- | -------------------- | --------------------------- | ------- | ---------------- | ----------------------------------- | ---------------- |
| 1.  | 2023. szeptember 17. | Japan Women’s Open, Oszaka  | Kemény  | Anna Kalinszkaja | Anna-Lena Friedsam Nagyija Kicsenok | 6–7(3), 3–6      |
| 2.  | 2024. augusztus 19.  | Cincinnati Open, Cincinnati | Kemény  | Leylah Fernandez | Asia Muhammad Erin Routliffe        | 6–3, 1–6, [4–10] |

## ITF döntői

### Egyéni

#### Győzelmei (6)
| Díjazás              |
| -------------------- |
| $100,000 verseny (1) |
| $75,000 verseny      |
| $50,000 verseny (2)  |
| $25,000 verseny (3)  |
| $15,000 verseny      |
| $10,000 verseny      |

| Döntők borítás szerint |
| ---------------------- |
| Kemény (4)             |
| Salak (2)              |
| Fű                     |
| Szőnyeg                |

| No. | Dátum              | Torna                         | Borítás | Ellenfél                 | Eredmény    |
| --- | ------------------ | ----------------------------- | ------- | ------------------------ | ----------- |
| 1.  | 2011. május 16.    | Moszkva, Oroszország          | Salak   | Veronyika Kapsaj         | 6–2, 6–1    |
| 2.  | 2011. július 18.   | Samsun, Törökország           | Kemény  | Marta Domachowska        | 7–6(6), 6–2 |
| 3.  | 2011. augusztus 8. | Kazany, Oroszország           | Kemény  | Caroline Garcia          | 6–4, 6–2    |
| 4.  | 2011. december 26. | Tyumeny, Oroszország          | Kemény  | Elina Szvitolina         | 6–2, 6–4    |
| 5.  | 2012. február 6.   | Launceston, Ausztrália        | Kemény  | Lesley Kerkhove          | 6–1, 6–3    |
| 6.  | 2012. május 7.     | Cagnes-sur-Mer, Franciaország | Salak   | Patricia Mayr-Achleitner | 6–2, 6–1    |

#### Elveszített döntői (6)
| Díjazás                |
| ---------------------- |
| $100,000 verseny (0−2) |
| $75,000 verseny (0−1)  |
| $50,000 verseny (0−2)  |
| $25,000 verseny (0−1)  |
| $15,000 verseny        |
| $10,000 verseny        |

| Borítás szerint |
| --------------- |
| Kemény (0–3)    |
| Salak (0–3)     |
| Fű (0–0)        |
| Szőnyeg (0–0)   |

| No. | Dátum             | Torna                                  | Borítás    | Ellenfél           | Eredmény         |
| --- | ----------------- | -------------------------------------- | ---------- | ------------------ | ---------------- |
| 1.  | 2012. november 4. | Nantes, Franciaország                  | Kemény (f) | Monica Niculescu   | 2–6, 3–6         |
| 2.  | 2012. december 1. | Dubaj, Egyesült Arab Emírségek         | Kemény     | Date Kimiko        | 1–6, 6–3, 4–6    |
| 3.  | 2014. április 7.  | Pelham, Egyesült Államok               | Salak      | Laura Siegemund    | 1–6, 4–6         |
| 4.  | 2014. május 4.    | Indian Harbour Beach, Egyesült Államok | Salak      | Taylor Townsend    | 1–6, 1–6         |
| 5.  | 2015. július 12.  | Contrexéville, Franciaország           | Salak      | Alexandra Dulgheru | 3–6, 6–1, 5–7    |
| 6.  | 2015. november 1. | Nanking, Kína                          | Kemény     | Hszie Su-vej       | 6–7(5), 6–2, 2–6 |

## Junior Grand Slam döntői

### Lány egyéni

#### Elveszített döntői (1)
| Év   | Bajnokság | Borítás | Ellenfél        | Eredmény |
| ---- | --------- | ------- | --------------- | -------- |
| 2010 | US Open   | Kemény  | Daria Gavrilova | 6–3, 6–2 |

## Eredményei Grand Slam-tornákon

### Egyéniben
| Grand Slam | Australian Open | Australian Open       | Roland Garros | Roland Garros    | Wimbledon | Wimbledon            | US Open       | US Open             |
| Év         | Eredmény        | Utolsó ellenfél       | Eredmény      | Utolsó ellenfél  | Eredmény  | Utolsó ellenfél      | Eredmény      | Utolsó ellenfél     |
| 2012       | –               | –                     | Selejtező(Q2) | Selejtező(Q2)    | –         | –                    | Selejtező(Q1) | Selejtező(Q1)       |
| 2013       | 2. kör          | C Suárez Navarro      | 2. kör        | Sara Errani      | 1. kör    | Kirsten Flipkens     | –             | –                   |
| 2014       | 1. kör          | Agnieszka Radwańska   | Selejtező(Q3) | Selejtező(Q3)    | –         | –                    | Selejtező(Q2) | Selejtező(Q2)       |
| 2015       | 1. kör          | Elina Szvitolina      | 2. kör        | Elina Szvitolina | 2. kör    | Venus Williams       | 1. kör        | K Bondarenko        |
| 2016       | 3. kör          | M Gaszparjan          | Negyeddöntő   | Serena Williams  | 2. kör    | A Pavljucsenkova     | 2. kör        | Carina Witthöft     |
| 2017       | 2. kör          | Jeļena Ostapenko      | 3. kör        | Garbiñe Muguruza | 1. kör    | Anastasija Sevastova | 2. kör        | Agnieszka Radwańska |
| 2018       | 2. kör          | Ana Bogdan            | Negyeddöntő   | Madison Keys     | 2. kör    | Darja Kaszatkina     | 1. kör        | Bernarda Pera       |
| 2019       | 2. kör          | Belinda Bencic        | 1. kör        | Rebecca Peterson | 2. kör    | Viktorija Golubic    | 3. kör        | Donna Vekić         |
| 2020       | 3. kör          | Simona Halep          | 2. kör        | Nadia Podoroska  | elmaradt  | elmaradt             | Negyeddöntő   | Jennifer Brady      |
| 2021       | 3. kör          | Elina Szvitolina      | 1. kör        | Unsz Dzsábir     | 2. kör    | Paula Badosa         | 1. kör        | Kaia Kanepi         |
| 2022       | 1. kör          | Harmony Tan           | 2. kör        | Camila Giorgi    | 1. kör    | Alizé Cornet         | 2. kör        | Jule Niemeier       |
| 2023       | 2. kör          | Karolína Plíšková     | 3. kör        | Sloane Stephens  | 1. kör    | B Haddad Maia        | 1. kör        | Martina Trevisan    |
| 2024       | 1. kör          | Anasztaszija Zaharova | 2. kör        | Paula Badosa     | 4. kör    | Jeļena Ostapenko     | 3. kör        | Jasmine Paolini     |
| 2025       | 3. kör          | Darja Kaszatkina      | 3. kör        | Mirra Andrejeva  | 1. kör    | Amanda Anisimova     |               |                     |

## Év végi világranglista-helyezései
| Év     | 2010 | 2011 | 2012 | 2013 | 2014  | 2015  | 2016 | 2017 | 2018 | 2019 | 2020 | 2021 | 2022 | 2023 | 2024 |
| Egyéni | 725. | 241. | 121. | 102. | 113.  | 74.   | 34.  | 53.  | 45.  | 34.  | 28.  | 42.  | 51.  | 69.  | 29.  |
| Páros  | –    | –    | –    | –    | 1079. | 1131. | 335. | 751. | 791. | 160. | 186. | 331. | 314. | 345. | 111. |